# Nuovomondo
Nuovomondo è un film del 2006 diretto da Emanuele Crialese.
Girato per la maggior parte in lingua siciliana, è stato realizzato con il contributo del Ministero per i Beni e le Attività Culturali. Tra le musiche della colonna sonora vi è Sinnerman nella versione di Nina Simone.

## Trama
All'inizio del XX secolo, la famiglia siciliana dei Mancuso lascia Petralia Sottana alla volta dell'America. Salvatore, deluso da una terra poco generosa, si affida alla Madonna dell'Alto e, dopo averle offerto un sasso macchiato di sangue e portato in bocca in segno di sacrificio come da antica tradizione si usa fare a Petralia, le chiede quale strada prendere, se restare o partire. Il "segno" arriva: poco dopo Pietro, il figlio muto, porta le foto di un ortaggio tanto grande da dover essere trasportato su una carriola. Il protagonista si prepara allora a scoprire il Nuovo Mondo: dopo aver venduto i miseri averi per acquistare vestiti e scarpe buone, s'imbarca per l'America con i figli, la madre, Donna Fortunata e altri italiani.
Tra gli umili popolani italiani, un'elegante donna inglese si distingue in tutto il suo candore aristocratico. Lucy, che viaggia inspiegabilmente con gli italiani e pare essere stata respinta da uno di loro, è il simbolo dell'emancipazione femminile. Salvatore ne è colpito fin dal primo incontro, le offrirà la sua protezione e infine ne farà la sua fidanzata. La vita nel "nuovo mondo" inizia a Ellis Island, dove la famiglia sbarca, e si rendono conto di come sia ben diverso da come Salvatore e i suoi si erano illusi di trovarlo. Appena sbarcata, la famiglia Mancuso deve sottoporsi a una serie di controlli medici, fisici e mentali; il mancato superamento di questi test porta al rimpatrio. Inoltre le donne, per poter entrare definitivamente in America, devono essere sposate o diventarlo sul momento: e mentre le Mancuso, insieme ad altre, si ritrovano a conoscere e a dover accettare immediatamente mariti connazionali già residenti in America, che non hanno mai visto e che risultano anziani o sgradevoli, Lucy compila il modulo per Salvatore facendone il suo sposo (non per amore ma per convenienza in quanto lei non sposata non potrebbe stare in America). In conclusione, dopo il mancato superamento di alcune prove mentali, Donna Fortunata si ritrova ad affrontare il rimpatrio, mentre coloro che sono riusciti a superare i controlli avranno la possibilità di condurre in America una vita relativamente migliore.

## Riconoscimenti
- 2006 - Festival di Venezia
  - Leone d'Argento - Rivelazione a Emanuele Crialese
  - Premio Pasinetti al miglior film a Emanuele Crialese
  - Premio FEDIC a Emanuele Crialese
  - Premio CinemAvvenire a Emanuele Crialese
  - Premio SIGNIS a Emanuele Crialese
  - Segnalazione Cinema for UNICEF
  - Candidatura al Leone d'oro a Emanuele Crialese.
- 2007 - David di Donatello
  - Migliore scenografia a Carlos Conti
  - Migliori costumi a Mariano Tufano
  - Migliori effetti speciali visivi a L'ètude et la supervision des trucages - Francia
  - Candidatura per il Miglior film
  - Candidatura Miglior regia a Emanuele Crialese
  - Candidatura Migliore sceneggiatura a Emanuele Crialese
  - Candidatura Miglior produttore a Fabrizio Mosca
  - Candidatura Migliore attore protagonista a Vincenzo Amato
  - Candidatura Miglior fotografia a Agnès Godard
  - Candidatura Migliore montaggio a Maryline Monthieux
  - Candidatura Miglior sonoro a Pierre Yves Labouè
  - Candidatura Premio Film Commission Torino Piemonte a Emanuele Crialese
  - Candidatura Premio David Giovani a Emanuele Crialese
- 2007 - Nastro d'argento
  - Candidatura Regista del miglior film a Emanuele Crialese
  - Candidatura Migliore sceneggiatura a Emanuele Crialese
  - Candidatura Migliori costumi a Mariano Tufano
  - Candidatura Migliore colonna sonora a Antonio Castrignanò
- 2007 - Globo d'oro
  - Candidatura Miglior sceneggiatura a Emanuele Crialese
- 2007 - Ciak d'oro
  - Miglior film a Emanuele Crialese[1]
  - Miglior manifesto[1]
- 2006 - European Film Awards
  - Candidatura Miglior regia a Emanuele Crialese
- 2008 - Premio Gopo
  - Candidatura Miglior film straniero a Emanuele Crialese